# ریمند اسپرونس
 ریمند امس اسپرونس (انگلیسی: Raymond A. Spruance؛ ۳ ژوئیهٔ ۱۸۸۶ – ۱۳ دسامبر ۱۹۶۹) یک نظامی اهل ایالات متحده آمریکا و از سال ۱۹۵۲ تا سال ۱۹۵۵ سفیر آمریکا فیلیپین بود.